# Albert Drexler
Albert Drexler (* 1885 in Kochel am See) war ein deutscher Erfinder und Unternehmer, der in den 1920er Jahren eine Reihe von Selbstauslösern für Kameras entwickelte und produzierte.

## Leben und Werk
Albert Drexler war ein Sohn eines Uhrmachers und wuchs in einer Familie auf, die sich für die Uhrmacherkunst und die Mechanik interessierte. Drexler begann seine Karriere als Uhrmacher und entwickelte sich schnell zu einem Experten in der Mechanik und der Konstruktion von Präzisionsinstrumenten. Im Jahr 1921 gründete er mit Michael Burger die Firma „Drexler & Burger, Kochel“ (DBK), die sich auf die Produktion von Selbstauslösern für Kameras spezialisierte. Nach Burgers Ausstieg 1923 führte Drexler sie als „DK“ weiter. Die zivilen Produktionseinschränkungen des Deutschen Reichskriegsministeriums führten 1941 zum Aus für die Firma.

## Erfindungen
Drexler entwickelte eine Reihe von Selbstauslösern, darunter:
- Chronos-Zeitauslöser (1921)
- Knirps-Momentauslöser (1922)
- Fernar-Zeitauslöser (1924)[2]
- Kleinodar-Momentauslöser (1926)